# Skriftermål
Skriftermål är i Svenska kyrkan de moment före nattvardsfirandet där församlingen får syndernas förlåtelse. Den motsvaras av bikten i Romersk-katolska kyrkan och infördes efter att Svenska kyrkan blev protestantisk efter reformationen under slutet av 1500-talet. I Sverige i äldre tid var skriftermålet en särskild gudstjänst, men infogades under 1900-talet som en inledning till mässan. Skriftermålet kallas numera beredelsen.

## Historik
Det finns inga beskrivningar av en syndabekännelse inför nattvardsfirandet i tidig kristendom. Senare har bland annat Första Korinterbrevets 11 kapitel och 29 vers, "Ty den som äter och dricker utan att urskilja Herrens kropp, han äter och dricker en dom över sig." tolkats som att man måste bekänna sina synder i samband med nattvarden. Det började med att Fader vår, som innehåller raden "förlåt oss våra skulder", lästes i samband med nattvarden, och på 600-talet instiftades bikten. Under 1000-talet började en form av syndabekännelse infogas i mässan.
Svenska kyrkans skriftermål infördes i 1571 års kyrkoordning och reviderades första gången formellt i 1686 års kyrkolag. Det fanns tre typer av skriftermål som använts parallellt:
1. Hemligt skriftermål, som är en direkt motsvarighet till bikten. Allvarliga synder kunde bekännas enskilt utan att prästen fick ange personen.
2. Allmän skrift, där en eller flera bekände sina synder inför prästen för att sedan övergå till att prästen ger församlingen en allmän syndaförlåtelse som motsvarar dagens beredelse.
3. Uppenbar skrift, som under första århundradet efter reformationen var samma sak som allmän skrift men som övergick till att bli en form av straff, kyrkoplikt, där personen tvingades till allmän skrift, alltså att bekänna sina synder inför församlingen. Från början kunde straffet utdömas både av kyrkan och världslig rätt; med 1686 års kyrkolag kunde bara en världslig rätt döma till straffet.

För flera brott kunde man köpa sig fri från uppenbar skrift och ersätta den med hemlig skrift, då kallad enskild skrift. När en person genomfört skriftermålet eller kyrkoplikten skulle församlingen varnas för att tala illa om personen eftersom den ångrat sina synder. Att inte lyda kunde straffas av världslig rätt, och personer som inte var tillräckligt ångerfulla kunde också straffas.
Uppenbar skrift försvann 1855 men levde ändå kvar till sekelskiftet 1900, och möjligheten att döma till enskild skrift försvann 1918. I kyrkböcker från före 1855 syns ibland anteckningen "Skriftad" avseende skriftermål som gjorts som en del av kyrkotukten.

## Skriftermålets ordning
I skriftermålet ingår följande moment:
1. Skriftetal, som numera kallas beredelseord. Prästen håller ett tal, som utgår från något Bibelord och vars avsikt är att deltagarna skall reflektera över sin egen synd inför syndabekännelsen.
2. Syndabekännelse.
3. Avlösning, det vill säga syndernas förlåtelse som ges av prästen.
4. Tackbön